# Ormosia (Ormosia) formosana
Ormosia (Ormosia) formosana là một loài ruồi trong họ Limoniidae. Chúng phân bố ở miền Ấn Độ - Mã Lai.